# Mohembo East

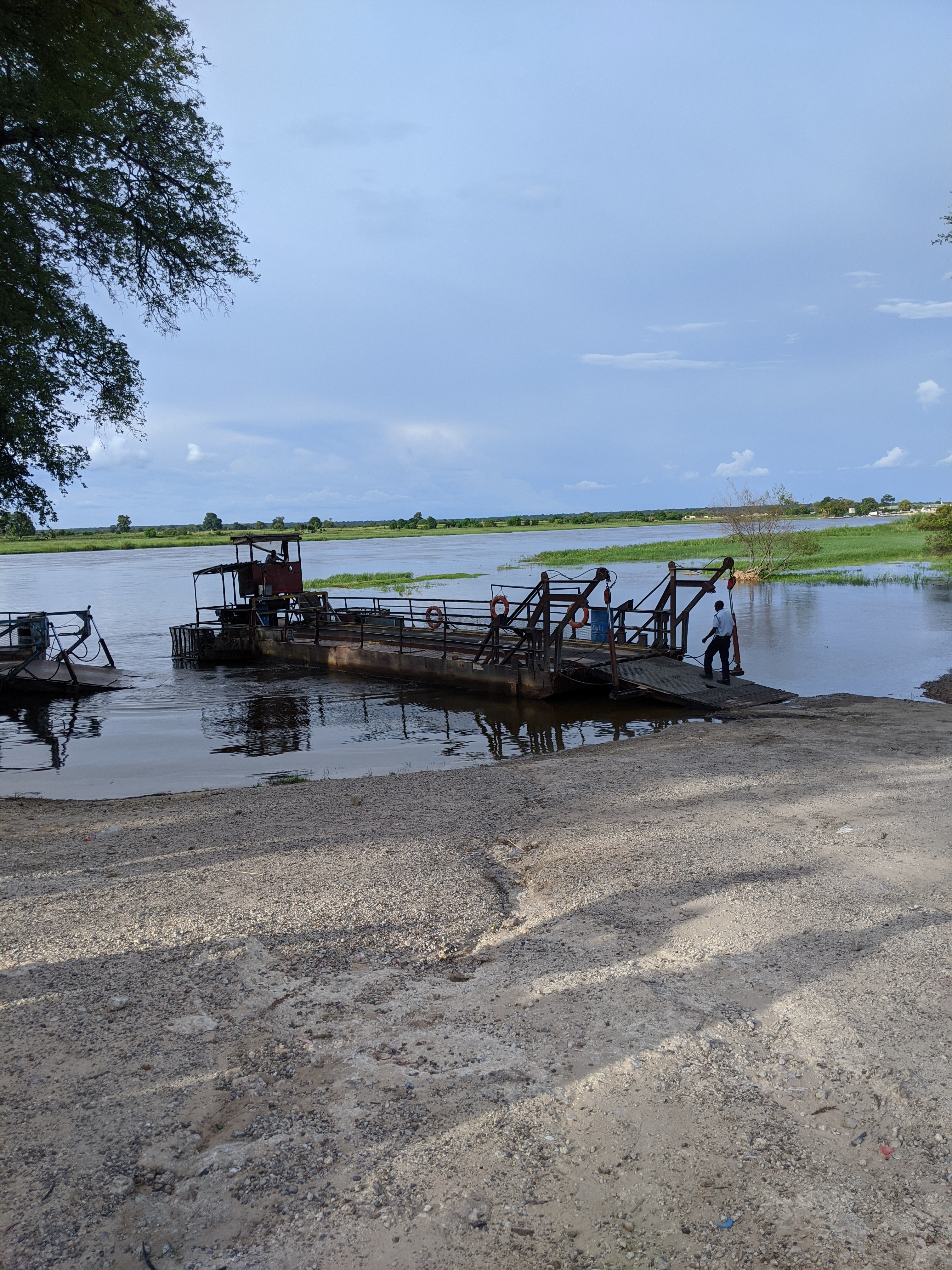
Traversée de l'Okavango par le bac.

Mohembo East est une ville du Botswana.